# ロルフ・カー
ロルフ・カー（William Rolfe Kerr, 1935年6月29日 - ）は、末日聖徒イエス・キリスト教会の名誉総支配人 (emeritus general authority)。
| スタブアイコン | サブスタブ | この項目は、まだ閲覧者の調べものの参照としては役立たない、人物に関連した書きかけの項目です。この項目を加筆・訂正などしてくださる協力者を求めています（P:人物伝/PJ:人物伝）。 |